# 我庄
《我庄》為生祥樂隊的第一張專輯，於2013年5月31日由風潮唱片發行。參與團員包括林生祥、大竹研、早川徹、吳政君。內容談及現代的農村實況，即便景色依舊，離鄉的人卻不一定能夠回的了家。探討的內容亦包括課本裡從沒有教導的「農村」、書讀的越多就離鄉越遠、除草劑讓農人又愛又恨、美濃將某類人稱為「仙人」、超商打擊傳統雜貨店、黑道與地方政治、親近土地療癒心靈等。

## 曲目
1. 我（I-Village）
2. 課本（Textbook）
3. 讀書（Book Learning）
4. 草（Weeds）
5. 仙人遊（Immortals Wander the Village）
6. 7-11
7. 阿欽選鄉長（Ah-Kim Runs for Mayor）
8. 秀貞介菜園（Xiu-zhen's Vegetable Garden）
9. 化胎（Mother Mound）

## 獲獎
- 2013年第四屆金音獎未開獎即直接將評審團大獎頒給《我庄》專輯。另外入圍五個獎項包括最佳專輯獎、最佳創作歌手獎（林生祥）、最佳樂手獎（林生祥/六弦月琴）、最佳搖滾專輯獎、最佳搖滾單曲獎（草/《我庄》）。最終抱走評審團大獎、最佳專輯獎、以及最佳樂手獎。[2]
- 2014年第25屆金曲獎入圍最佳作詞人獎（鍾永豐/《我庄》）、最佳專輯包裝獎（羅文岑/《我庄》）（沒有報名與客語相關的獎項）。[3]
- 華語金曲獎2014入圍年度最佳民謠藝人、年度最佳其他方言專輯（《我庄》）、年度最佳客語歌曲（讀書/《我庄》）[4]

## 外部連結
- 風潮唱片/TCD-5616 （页面存档备份，存于）
- KKBOX/我庄 （页面存档备份，存于）
- itunes/我庄 （页面存档备份，存于）